# Пихль-бай-Вельс
Пихль-бай-Вельс (нем. Pichl bei Wels) — коммуна (нем. Gemeinde) в Австрии, в федеральной земле Верхняя Австрия. 
Входит в состав округа Вельс.  Население составляет 2794 человека (на 31 декабря 2005 года). Занимает площадь 26 км². Официальный код  —  41816.

## Политическая ситуация
Бургомистр коммуны — Йохан Доппельбауэр (АНП) по результатам выборов 2003 года.
Совет представителей коммуны (нем. Gemeinderat) состоит из 25 мест.
- АНП занимает 15 мест.
- СДПА занимает 6 мест.
- АПС занимает 2 места.
- Зелёные занимают 2 места.